# 黒川 (富山県)
黒川（くろかわ）は、神通川水系熊野川の支流。延長は7.85km。

## 特徴
同じく神通川水系の長棟川との分水嶺である桧峠付近を源流として、北側へと下っていく。中流では小規模な谷底平野を形成しており、両岸には地滑り地形が点在する。下流で糊ヶ原川を合わせた後、富山平野部に出て間もなく熊野川に合流する。

## 地質
黒川沿いでは、猪谷層が主に分布する、これらの地層は氾濫原を伴う砂質の河川に堤防の決壊でもたらされた小さな流路が発達したことを示す。

## 生態
アユやイワナなどが生息している。
サクラマスが砂防堤防やゴミかだったことにより川を遡上できなくなることが確認されたことから、地元ボランティア組織によってゴミ拾いや手作り魚道が整備された。

## 集落
川沿いに下流から東福沢、牧野、大山布目、日尾、馬瀬、瀬戸、石渕、下双嶺、折谷、小坂、大清水の集落が立地している。
東福沢を除くといずれも山村であり、高度経済成長期以降は過疎化が進んだ。

## 観光
- 東薬寺

## 地理

### 支流
- 楜ヶ原川（くるみがはらがわ）
- 小佐波川（おざなみがわ）